# Virginia Madsen
Virginia Madsen, född 11 september 1961 i Chicago, är en amerikansk skådespelare. Hon Oscarnominerades för sin roll i filmen Sideways (2004). Hon har haft gästroller i många TV-serier som Star Trek: Voyager, CSI: Miami, Dawson's Creek, Advokaterna, Frasier, Par i brott med flera. 
Hon är syster till skådespelaren Michael Madsen. Virginia Madsen var gift med skådespelaren Danny Huston 1989–1992. Hon har en son, född 1994, med skådespelaren Antonio Sabàto, Jr.. Madsen har heterokromi, dvs. ett grönt öga och ett öga som är delvis grönt och delvis brunt.
Hennes farfar och farmor var danskar.

## Filmografi (i urval)
- 1983 – Jonathans frestelse
- 1984 – Electric Dreams
- 1984 – Dune
- 1988 – I full galopp
- 1989 – Liberian Girl (kortfilm)
- 1989 – Par i brott (TV-serie)
- 1991 – Highlander II: The Quickening
- 1992 – Candyman
- 1995 – God's Army
- 1996 – Skuggor från det förflutna
- 1997 – Regnmakaren
- 1998 – Star Trek: Voyager, avsnitt Unforgettable (gästroll i TV-serie)
- 1999 – Frasier (TV-serie)
- 1999 – The Haunting
- 2001 – Advokaterna (TV-serie)
- 2002–2006 – Justice League Unlimited (TV-serie) (röst)
- 2003 – Dawson's Creek, avsnitt All Good Things... (gästroll i TV-serie)
- 2003 – CSI: Miami, avsnitt Death Grip (gästroll i TV-serie)
- 2004 – Sideways
- 2006 – Firewall
- 2006 – The Astronaut Farmer
- 2007 – The Number 23
- 2007 – Cutlass (kortfilm)
- 2009 – The Haunting in Connecticut
- 2011 – Red Riding Hood
- 2012 – Hell on Wheels (TV-serie)
- 2012 – The Magic of Belle Isle
- 2013 – The Last Keepers
- 2015 – Joy
- 2021 – Candyman (röst/arkivbild)